# هارالد هالفورسن
هارالد هالفورسن (بالنرويجية البوكمول: Harald Halvorsen)‏ هو سياسي نرويجي، ولد في 13 سبتمبر 1877 في النرويج، وتوفي في 9 ديسمبر 1943. حزبياً، نشط في حزب العمال وSocial Democratic Labour Party of Norway ‏. وقد انتخب عضو برلمان النرويج ‏.